# 南方裕里衣
南方 裕里衣（Yurie Minakata、みなかた ゆりえ）は、日本の作曲家、編曲家。

## 略歴
- 2016年、マサチューセッツ大学ボストン校  (University of Massachusetts Boston) を卒業。
- 2017年、バークリー音楽大学  (Berklee València) 修士課程を修了。
- ロサンゼルスにてリリ・ハイドン (Lili Haydn) (2017年〜2018年)、やまだ豊(2017年〜2020年)のアシスタントを担当。

## 主な作品

### 映画
- 2021年 映画 すみっコぐらし 青い月夜のまほうのコ（監督 - 大森貴弘、アスミック・エース）※羽深由理、出羽良彰と共同
- 2021年 吟ずる者たち（監督 - 油谷誠至、ヴァンブック）[1]
- 2023年 スイート・マイホーム（監督 - 斎藤工）

### テレビドラマ
- 2021年 禍話（監督 - 後藤庸介、ABCテレビ）※メインテーマ音楽のみ
- 2024年 坂の上の赤い屋根（監督 - 村上正典、WOWOW）※やまだ豊と共同

### Webアニメ
- 2021年 夜の国[2]（監督 - りょーちも）

### 編曲担当作品
- 2018年 東京喰種トーキョーグール:Re（監督 - 渡部穏寛）※一部オーケストレーション
- 2018年 Cry Me a Sad River（監督 - Luo Luo (Luo Luo) 中国の映画）※一部オーケストレーション
- 2019年 キングダム（監督 - 佐藤信介、東宝 / ソニー・ピクチャーズ エンタテインメント）※一部オーケストレーション
- 2019年 バビロン(監督 - 鈴木清崇) ※オーケストレーション
- 2020年 GREAT PRETENDER（監督 - 鏑木ひろ）※オーケストレーション

### アシスタント作品
※アシスタント、写譜、プログラミング、レコーディングコーディネーターのいずれか、もしくはこれらの複数でクレジットされている。
- 2017年 DriverX（監督 - Henry Barrial）
- 2018年 いぬやしき（監督 - 佐藤信介、東宝 ）
- 2018年 Feminists: What Were They Thinking? (Feminists: What Were They Thinking?) （監督 - Johanna Demetrakas (Johanna Demetrakas) 、Netflix）
- 2018年 曇天に笑う〈外伝〉 〜宿命、双頭の風魔〜（監督 - 若野哲也、松竹）
- 2018年 曇天に笑う〈外伝〉 〜桜華、天望の架橋〜（監督 - 若野哲也、松竹）
- 2018年 BLEACH 死神代行篇（監督 - 佐藤信介、ワーナー・ブラザース映画）
- 2018年 真犯人（監督 - 村上正典、WOWOW)
- 2019年 ヴィンランド・サガ（監督 - 籔田修平）
- 2020年 仮面病棟（監督：木村ひさし、ワーナー・ブラザース映画）
- 2020年 オペレーションZ 〜日本破滅、待ったなし〜（監督 - 村上正典、都築淳一、WOWOWプライム）
- 2020年 今際の国のアリス （監督 - 佐藤信介、Netflix）

## サウンドトラック
- 『映画 すみっコぐらし 青い月夜のまほうのコ オリジナル・サウンドトラック』ランブリング・レコーズ、2021年11月5日、RBCP-3412[3]